# 白所成
白 所成（はく しょせい、拼音: Bái Suǒchéng、ビルマ語: ပယ်ဆောက်ချိန်、1950年4月1日 - ）は、シャン州コーカンの政治家である。ミャンマー民族民主同盟軍（MNDAA）の副司令官であり、さらには民族代表院議員となった。2008年憲法により定められたコーカン自治区の初代主席であったが、詐欺団地を運営していたとして、2024年に中国警察に逮捕された。

## 経歴

### 2009年コーカン軍事衝突まで
1950年5月14日、ビルマ連邦・シャン州コーカン地域のホンアイ（紅岩）獵神塘で誕生し、その後、班龍寨に移住する。1965年の彭家声によるコーカン人民革命軍（中国語: 果敢人民革命军）設立ののち、彼に従うようになる。1968年1月4日、ホンアイに侵入したビルマ共産党の召集に応えて入隊した。彭家声のもとビルマ共産党に入党し、同党の軍事部門において一兵卒から大隊長にまで昇進した。さらに、1989年に彭家声がビルマ共産党を離脱してミャンマー民族民主同盟軍（MNDAA）を設立すると、同組織の副司令官となった。

### コーカン主席として
2008年制定のミャンマー連邦共和国憲法を背景に、ミャンマー軍はMNDAAを国境警備隊（BGF）として下部組織に編入しようとした。彭家声はこれを拒否していたが、2009年8月8日に始まる軍事衝突でミャンマー軍はMNDAAの本拠地であるラウカイを攻撃し、彭派を敗走させた（2009年コーカン軍事衝突）。同月24日、白所成はミャンマー軍に離反する派閥を結成し、「824声明」を発表した。翌25日にはミャンマー政府からミャンマー第1特区臨時管理委員会（臨管会）主席に命じられ、コーカンの新しいリーダーとなった。MNDAAの残党はBGF第1006大隊に再編された。2010年ミャンマー総選挙において白所成はラウカイ第2選挙区から出馬し、ミャンマー連邦議会の上院にあたる、民族代表院の議員に選出された。さらに、2010年8月20日にはミャンマー政府によりコーカン自治区が制定され、白所成は同年11月7日に初代主席となった。
白所成統治下のコーカンでは、薬物および武器の密売がおこなわれた。彼はあまり人気ではなく、2012年3月には暗殺未遂事件があった。彼の補佐をつとめ、2010年総選挙でおなじく議員となった劉国璽は、麻薬密輸への関与で知られていた。白一族とその協力者は、オンラインカジノを含めたカジノ業で富を得た。彼らによるビジネスは、カレン州やカンボジアのシアヌークビルといった遠隔地にまで及んだ。中国の裁判資料によれば、白・劉両一族は、コーカンのホテルおよびカジノを利用した賭博・密輸および人身売買に関与していた（cf. 詐欺団地）。
2015年2月には、彭家声により再結成されたMNDAA、アラカン軍（AA）、タアン民族解放軍（TLNA）ら三兄弟同盟がラウカイに侵攻したが、目立った成果はなかった（2015年コーカン攻勢）。2022年2月16日、彭家声はモンラーで死去した。

### 1027作戦
中華人民共和国政府は、コーカンでおこなわれる犯罪行為を取り締まるべく、ミャンマー政府および白所成に圧力をかけたが、これは功を奏さず、2023年10月20日には、中国の覆面警官を含む中国人60人がコーカンで殺害される事件がおこった（1020事件）。三兄弟同盟は軍事政権に対して同10月27日、1027作戦とよばれる攻勢をかけたが、MNDAAはこの作戦の目的のひとつとして、中緬国境地帯におけるインターネット詐欺の撲滅をあげた。同作戦の背景のひとつには、国境地帯の政情不安を解決するため、両陣営の関係改善に尽力していた中国政府が、1020事件を通してミャンマー政府への対応を硬化させたことがあると考えられている。
彭家声の息子である彭徳仁は、白所成らBGF陣営の本拠地となったラウカイを攻撃し、12月6日までに占領した（ラウカイの戦い）。2023年12月10日、中国は白所成をはじめとする、コーカンの有力者10人を指名手配した。ミャンマー警察は2024年1月30日、彼らの引き渡しを決定した。同日、雲南省の公安機関職員がミャンマーを訪問し、チャーター機により彼らを中国に送還した。

### 中国語文献
- 魯成旺 (2012). 緬甸撣邦≪果敢志≫編纂委員会　. ed. 果敢志. 香港: 天馬出版. ISBN 9789624502084